# Wohnhaus Eckfleth 17
Das Wohnhaus Eckfleth 17 der ehemaligen Zimmerei Gerdes im niedersächsischen Elsfleth-Moorriem, Bauerschaft Eckfleth im Landkreis Wesermarsch, stammt aus dem 20. Jahrhundert.

Aktuell (2023) wird es als Wohn- und Geschäftshaus mit Zimmerei genutzt.
Das Gebäude steht unter Denkmalschutz (siehe auch Liste der Baudenkmale in Elsfleth).

## Beschreibung
Das zweigeschossige verklinkerte Gebäude auf fast quadratischem Grundriss mit überstehendem, flach geneigten Walmdach, mit Sockel, Standerker, nördlichem Mitteleingang und westlich zurückgesetztem Anbau sowie Brüstungsbändern, lisenenartigen Vorkragungen und Rollschichten unter der Traufe wurde 1934 (Inschrift) im modernen Stil der 1920er Jahre für die Zimmerei Gerdes gebaut.
Das Landesdenkmalamt befand: „… geschichtliche  Bedeutung … als beispielhaftes, für Moorriem in außergewöhnlicher Weise am Neuen Bauen orientiertes Wohnhaus …“